# MyTravel
MyTravel er et rejsebureau, som blev etableret i Danmark 27. november 2001. Bureauet opstod på resterne af Spies Rejser og Tjæreborg Rejser og sælger rejser til hele verden, og betjener Spies Rejser, Tjæreborg Rejser, MyTravel Tango og Skibby Rejser. Divisionen MyTravel Northern Europe består af Sverige, Norge, Danmark og Finland. MyTravel Group plc opererer også i England, Irland, USA og Canada. Der gøres primært brug af flyselskabet MyTravel Airways, der oprindelig hed Premiair, der opstod ved en sammenlægning af Scanair og Conair. MyTravel Airways skiftede 9. maj 2008 navn til Thomas Cook Airlines Scandinavia. Rejsebureauet MyTravel er nu helt lagt ind under Spies Rejser, og flyselskabet har skiftet navn til Thomas Cook Airlines.

## Ekstern henvisninger
- MyTravel Group plc.
- Spies A/S